# Bogucice
Bogucice (tiếng Đức: Bogutschütz) là một quận của Katowice, ở Ba Lan. Nó có diện tích 2,78 km² và tính đến năm 2007, quận có 16.538 cư dân.
Công trình kiến trúc nổi tiếng nhất ở Bogucice là nhà thờ tân cổ điển St. Stephen the Martyr, được thánh hiến vào năm 1894. Nghĩa trang lâu đời nhất ở Katowice, được đề cập lần đầu tiên vào năm 1598, được đặt tại Bogucice, nhưng không có hài cốt nào hiện nay.

## Lịch sử
Ngôi làng có lẽ được thành lập vào thế kỷ 13 khi lần đầu tiên Bogucice được nhắc đến từ ngày 15 tháng 12 năm 1360, bao gồm trong một tài liệu của Nicolaus II, Opole - Raciborz Duke, người đã ban tặng thị trấn và một số ngôi làng khác tại Otton của Pilica. Nó trở thành trụ sở của một giáo xứ Công giáo ở Giáo phận Kraków, được đề cập lần đầu tiên vào năm 1414, nhưng có lẽ được thành lập vào khoảng năm 1360.
Trong những biến động chính trị do Matthias Corvinus gây ra, vùng đất xung quanh Pszczyna đã bị Casimir II, Công tước xứ Cieszyn, người đã bán nó vào năm 1517 cho các ông trùm Hungary của gia tộc Thurzó, tạo thành quốc gia Pless. Trong tài liệu bán hàng kèm theo được ban hành vào ngày 21 tháng 2 năm 1517, ngôi làng được đề cập với tên gọi là Bohnomze.
Nó được hợp nhất vào Katowice vào năm 1924.

## Giáo dục
- Trường tiểu học số 13
- Trường tiểu học số 62
- Nhà thi đấu số 10

## Cư dân nổi tiếng của Bogucice
- Alfons Bialetzki (sinh năm 1919), sĩ quan Wehrmacht
- Augustyn Halotta, diễn viên Ba Lan
- Kordian Jajszczok, cầu thủ khúc côn cầu trên băng của Ba Lan
- Jerzy Kukuczka, người Ba Lan và người leo núi cao
- Piotr uszcz, rapper người Ba Lan